# Cupido happensis
Cupido happensis är en fjärilsart som beskrevs av Matsumura 1927. Cupido happensis ingår i släktet Cupido och familjen juvelvingar. Inga underarter finns listade i Catalogue of Life.